# Batarà unicolor
El batarà unicolor (Thamnophilus unicolor) és una espècie d'ocell sud-americà pertanyent a la família Thamnophilidae. Pobla les selves muntanyenques tropicals de Colòmbia, Equador i el Perú.